# José Luis Rebollo
Rebollo Aguado   est un nom espagnol. Le premier nom de famille, en général paternel, est Rebollo Aguado.
José Luis Rebollo Aguado (né le 8 octobre 1972 à Madrid) est un ancien coureur cycliste espagnol, professionnel de 1998 à 2004 dans diverses équipes. Il a notamment remporté le Challenge de Majorque en 1999.

## Palmarès

### Palmarès amateur
- 1994
  - 2e du Tour de Tolède
- 1995
  - Tour de la communauté de Madrid
- 1996
  - Tour du Portugal de l'Avenir
  - 3e étape de la Bizkaiko Bira (es)
  - 2e du Circuito Montañés

### Palmarès professionnel
- 1998
  - 3e du Tour de l'Algarve
- 1999
  - Challenge de Majorque
  - Trophée Luis Ocaña (es)
- 2001
  - 11e étape du Tour du Portugal
- 2002
  - 3e du Challenge de Majorque

## Résultats sur les grands tours

### Tour de France
1 participation
- 1999 : 75e

### Tour d'Espagne
4 participations
- 2001 : abandon
- 2002 : 85e
- 2003 : 43e
- 2004 : 51e